# Dodentrein
Alistair MacLeans Dodentrein (orig. Alistair MacLean's Death Train) is een boek geschreven door Alastair MacNeill. Het boek is gebaseerd op een scenario van Alistair MacLean.

## Verhaal
Als een onschuldige treinreiziger brandwonden oploopt van een lading plutonium komt de UNACO in actie. Dit team ontdekt al snel een samenzwering waarin een duistere wapenhandelaar en een uiterst machtige zakenman een rol in spelen. En dan wordt een huiveringwekkende ontdekking gedaan.
Op 1 maart 1980 wordt de UNACO (United Nations Anti-Crime Organisation) in het geheim opgericht. Het hoofddoel was "internationale criminele activiteiten te voorkomen en te neutraliseren en/of de personen of groepen personen die zich daarmee bezighielden te arresteren".
Op een dag wordt er in Linz (Oostenrijk) een zwerver ontdekt met ernstige brandwonden. De zwerver blijkt stralingsvergiftiging opgelopen te hebben. Even voor zijn dood kon deze nog genoeg vertellen om erachter te komen dat hij besmet werd met plutonium IV. Eenheid Drie (Mike Graham, Sabrina Carver en C.W. Whitlock) van de UNACO schiet in actie en gaat op zoek. C.W. trekt naar Mainz (Duitsland) om daar de nucleaire opwerkingsfabriek te onderzoeken waarvan naar alle waarschijnlijkheid het plutonium afkomstig is. Sabrina en Mike trekken richting Straatsburg (Frankrijk) om het plutonium te vinden.
De zoektocht naar het plutonium leidt Sabrina en Mike doorheen heel Europa, terwijl C.W. het hoofd van de opwerkingsfabriek beter leert kennen. Dan duiken er ineens twee oude bekenden op, een meesterschurk en een briljant econoom.